# Kabinet-Schröder II
Het kabinet–Schröder II was het Duitse kabinet van 22 oktober 2002 tot 22 november 2005. Het kabinet werd gevormd door de politieke partijen Sozialdemokratische Partei Deutschlands (SPD) en  Bündnis 90/Die Grünen (B'90/DG) na de verkiezingen van 2002 en was een voortzetting van het vorige kabinet Schröder I. Gerhard Schröder van de SPD diende als bondskanselier en Joschka Fischer van de B'90/DG als vicekanselier.

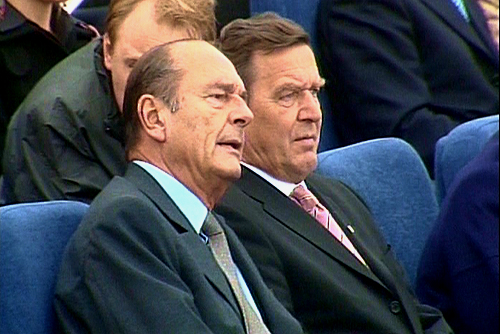
President van Frankrijk Jacques Chirac en bondskanselier Gerhard Schröder in Sint-Petersburg op 31 mei 2003.

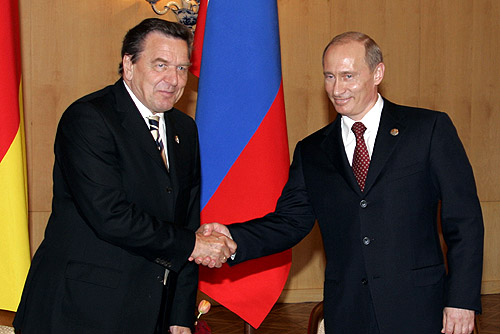
Bondskanselier Gerhard Schröder en president van Rusland Vladimir Poetin in het Kremlin op 9 mei 2004.

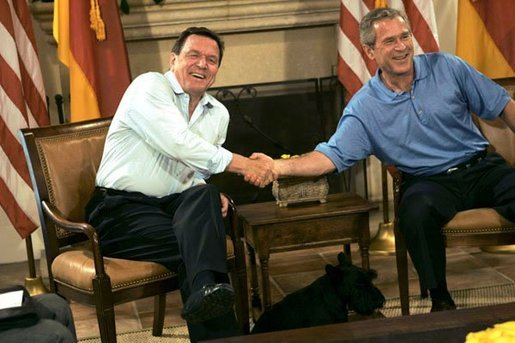
Bondskanselier Gerhard Schröder en president van de Verenigde Staten George W. Bush in de Oval Office op 5 juni 2004.

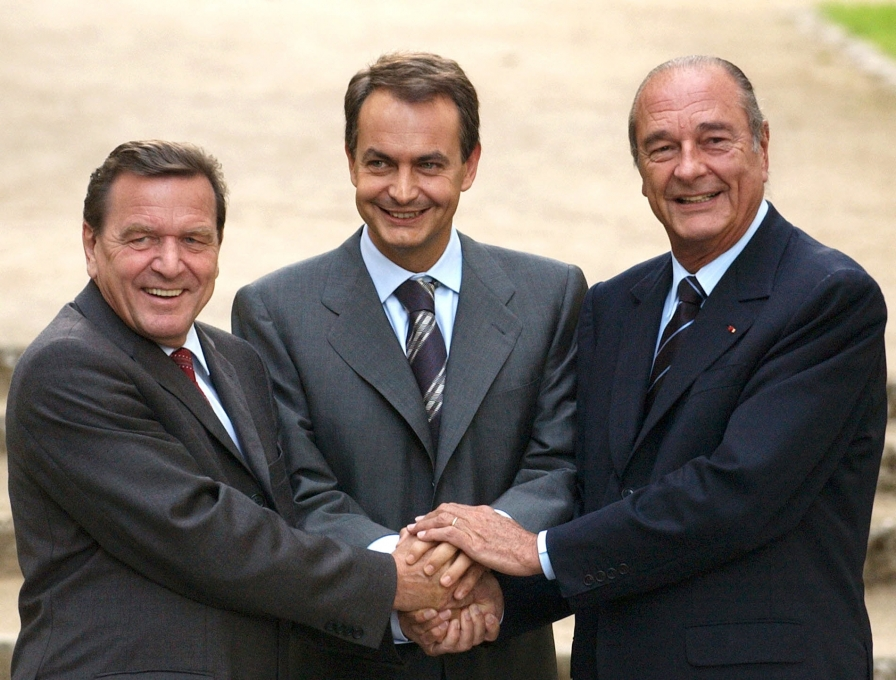
Bondskanselier Gerhard Schröder, premier van Spanje José Luis Zapatero en president van Frankrijk Jacques Chirac in Madrid op 13 september 2004.

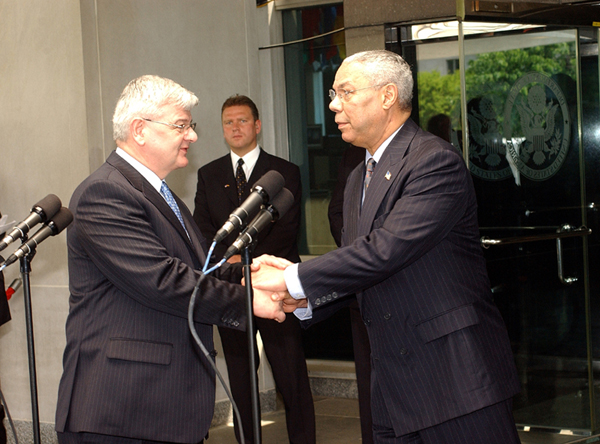
Bondsminister van Buitenlandse Zaken Joschka Fischer en de Amerikaans minister van Buitenlandse Zaken Colin Powell in Washington D.C. op 12 januari 2005.

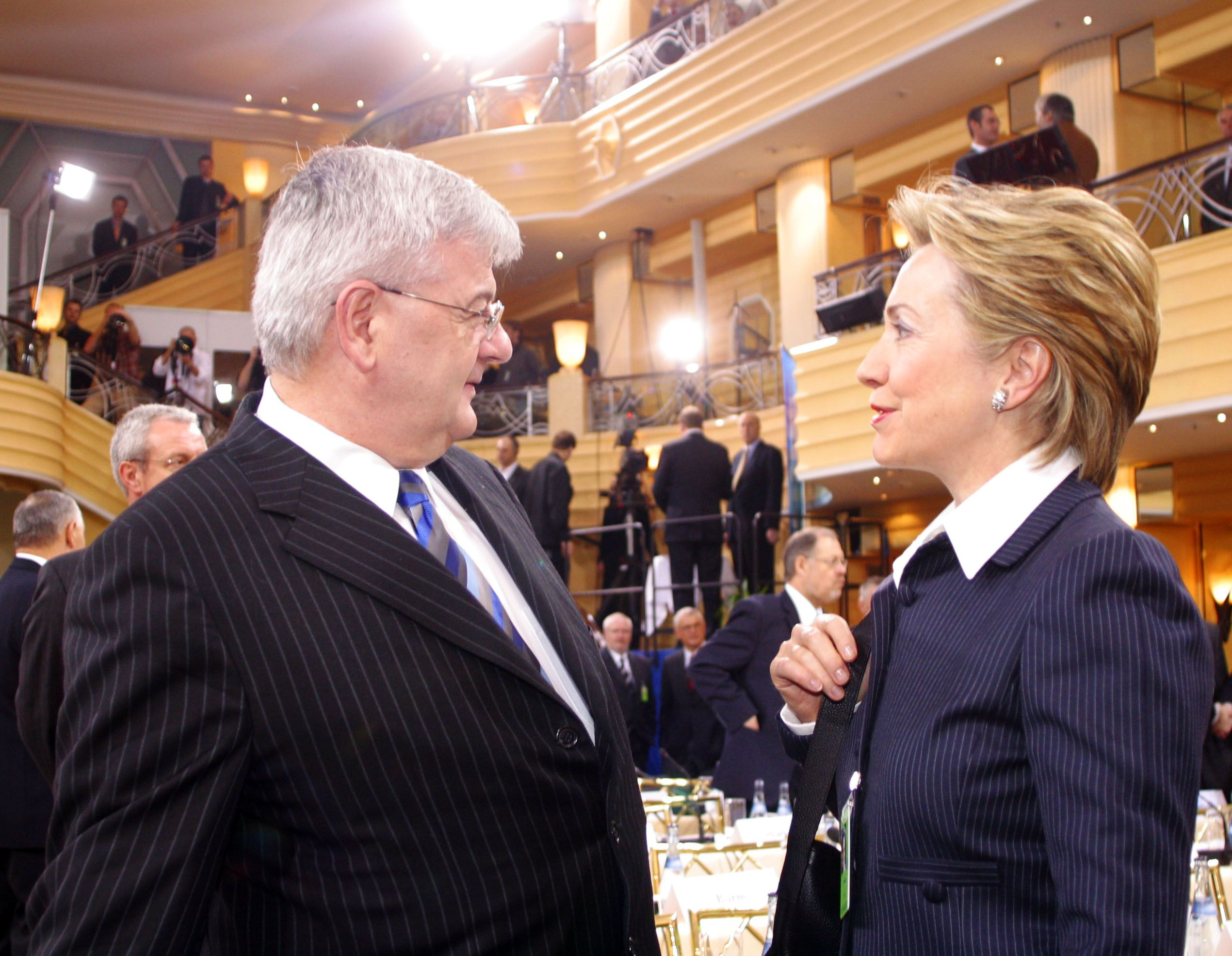
Bondsminister van Buitenlandse Zaken Joschka Fischer en de Amerikaanse Senator Hillary Clinton in München op 13 februari 2005.

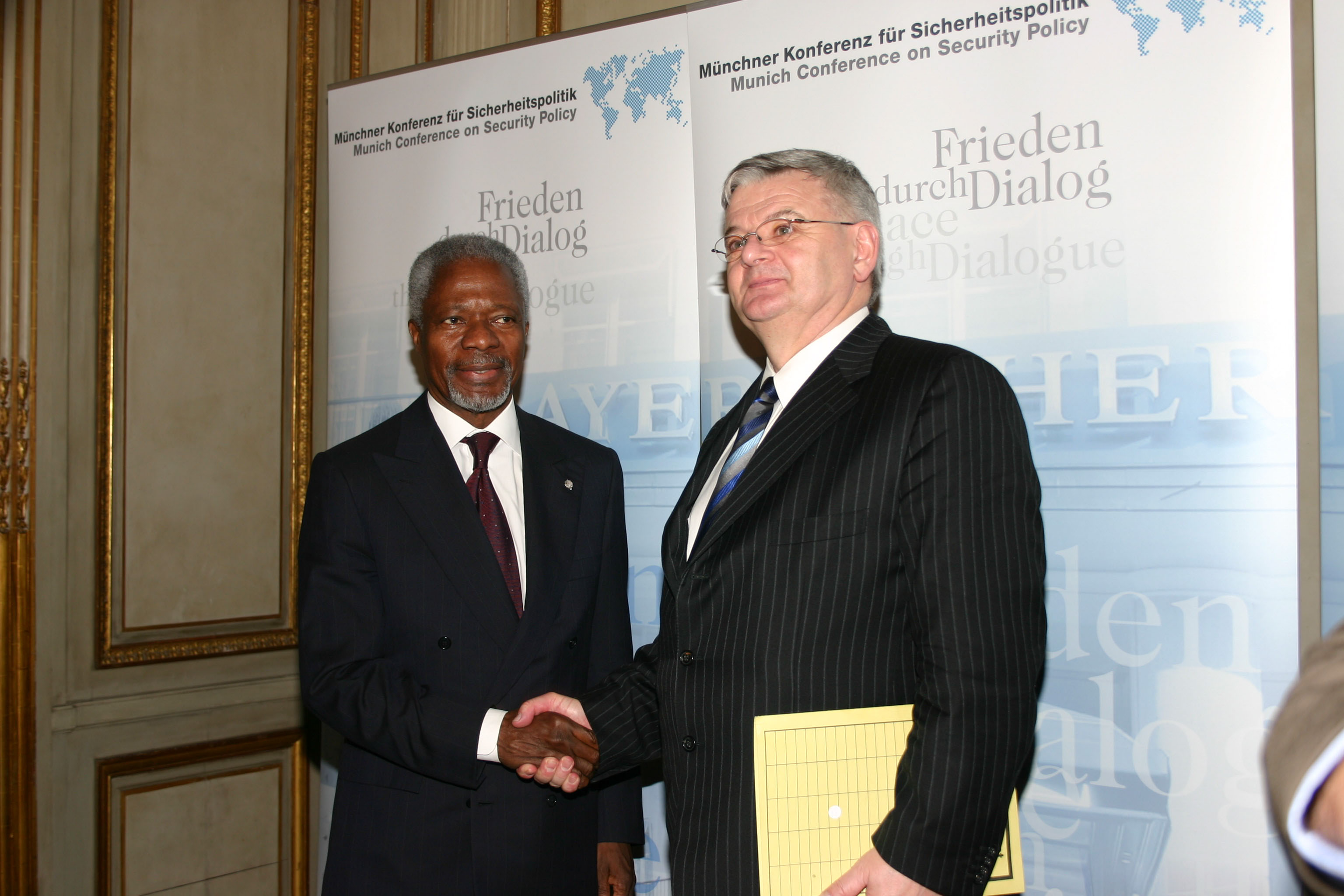
Secretaris-generaal van de VN Kofi Annan en bondsminister van Buitenlandse Zaken Joschka Fischer in München op 18 februari 2005.

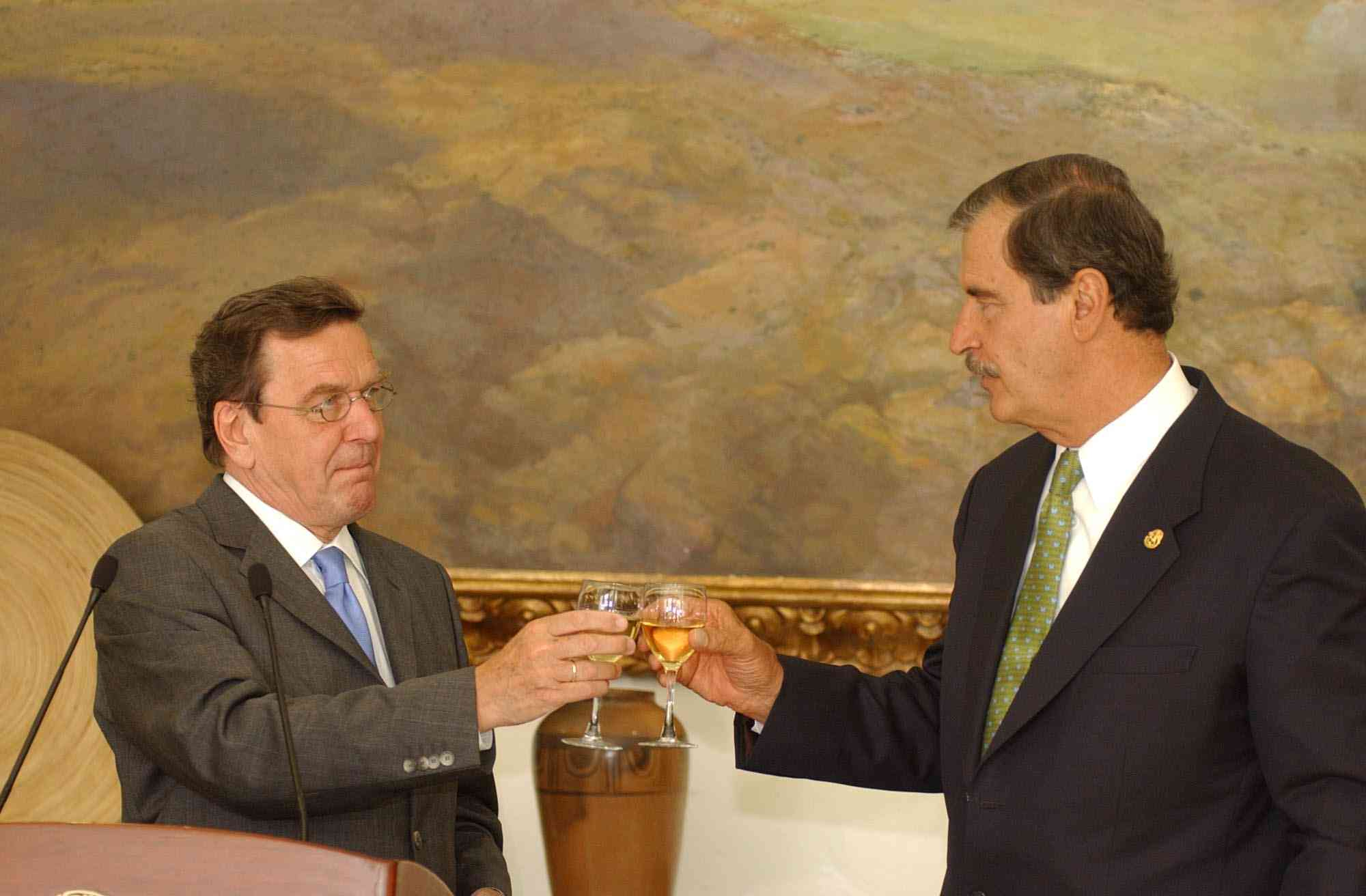
Bondskanselier Gerhard Schröder en president van Mexico Vicente Fox in Los Pinos op 27 mei 2005.

| Ambtsbekleders                                      | Ambtsbekleders            | Ambtsbekleders                   | Functie(s)                                                       | Termijn          | Termijn          | Partij(en) |
| --------------------------------------------------- | ------------------------- | -------------------------------- | ---------------------------------------------------------------- | ---------------- | ---------------- | ---------- |
|                                                     |                           | Gerhard Schröder (1944)          | Bondskanselier                                                   | 27 oktober 1998  | 22 november 2005 | SPD        |
|                                                     | Joschka Fischer           | Joschka Fischer (1948)           | Vicekanselier                                                    | 27 oktober 1998  | 22 november 2005 | B'90/DG    |
| Bondsminister van Buitenlandse Zaken                | Joschka Fischer           | Joschka Fischer (1948)           |                                                                  | 27 oktober 1998  | 22 november 2005 | B'90/DG    |
|                                                     | Otto Schily               | Otto Schily (1932)               | Bondsminister van Binnenlandse Zaken                             | 27 oktober 1998  | 22 november 2005 | SPD        |
|                                                     | Hans Eichel               | Hans Eichel (1941)               | Bondsminister van Financiën                                      | 12 april 1999    | 22 november 2005 | SPD        |
|                                                     | Brigitte Zypries          | Brigitte Zypries (1953)          | Bondsminister van Justitie                                       | 22 oktober 2002  | 28 oktober 2009  | SPD        |
|                                                     | Wolfgang Clement          | Wolfgang Clement (1940–2020)     | Bondsminister van Economische Zaken                              | 22 oktober 2002  | 22 november 2005 | SPD        |
| Bondsminister van Arbeid                            | Wolfgang Clement          | Wolfgang Clement (1940–2020)     |                                                                  | 22 oktober 2002  | 22 november 2005 | SPD        |
|                                                     | Peter Struck              | Peter Struck (1943–2012)         | Bondsminister van Defensie                                       | 19 juli 2002     | 22 november 2005 | SPD        |
|                                                     | Ulla Schmidt              | Ulla Schmidt (1949)              | Bondsminister van Volksgezondheid                                | 12 januari 2001  | 28 oktober 2009  | SPD        |
| Bondsminister van Sociale Zaken                     | Ulla Schmidt              | Ulla Schmidt (1949)              | 22 oktober 2002                                                  | 22 november 2005 |                  | SPD        |
|                                                     | Edelgard Bulmahn          | Edelgard Bulmahn (1951)          | Bondsminister van Onderwijs en Wetenschap                        | 27 oktober 1998  | 22 november 2005 | SPD        |
|                                                     | Manfred Stolpe            | Manfred Stolpe (1936–2019)       | Bondsminister van Verkeer, Woningbouw en Volkshuisvesting        | 22 oktober 2002  | 22 november 2005 | SPD        |
|                                                     | Renate Künast             | Renate Künast (1955)             | Bondsminister van Landbouw, Voedsel en Consumenten- bescherming  | 12 januari 2001  | 5 oktober 2005   | B'90/DG    |
|                                                     | Jürgen Trittin            | Jürgen Trittin (1954)            | Bondsminister van Landbouw, Voedsel en Consumenten- bescherming  | 5 oktober 2005   | 22 november 2005 | B'90/DG    |
| Bondsminister van Milieu, Klimaat en Kernveiligheid | Jürgen Trittin            | Jürgen Trittin (1954)            | 27 oktober 1998                                                  | 22 november 2005 |                  | B'90/DG    |
|                                                     | Heidemarie Wieczorek-Zeul | Heidemarie Wieczorek-Zeul (1942) | Bondsminister voor Economische Betrekkingen en Ontwikkelingshulp | 27 oktober 1998  | 28 oktober 2009  | SPD        |
|                                                     | Renate Schmidt            | Renate Schmidt (1943)            | Bondsminister voor Familie, Senioren, Vrouwen en Jeugd Zaken     | 22 oktober 2002  | 22 november 2005 | SPD        |
| Ambtsbekleders                                      | Ambtsbekleders            | Ambtsbekleders                   | Functie(s)                                                       | Termijn          | Termijn          | Partij     |
|                                                     | Frank-Walter Steinmeier   | Frank-Walter Steinmeier (1956)   | Chef des Bundeskanzleramts                                       | 31 juli 1999     | 22 november 2005 | SPD        |
| Staatssecretaris voor Veiligheidsdiensten           | Frank-Walter Steinmeier   | Frank-Walter Steinmeier (1956)   | 27 oktober 1998                                                  |                  | 22 november 2005 | SPD        |

## Trivia
- Drie ambtsbekleders: Brigitte Zypries (Justitie), Ulla Schmidt (Volksgezondheid) en Heidemarie Wieczorek-Zeul (Economische Betrekkingen en Ontwikkelingssamenwerking) behielden hun functie in het volgende kabinet kabinet-Merkel I en Frank-Walter Steinmeier (Chef des Bundeskanzleramts) werd bondsminister van Buitenlandse Zaken.